# Тене Нога
«Тене Нога» (ивр. טנא נגה‎) — израильская компания по производству молока и молочных продуктов, основанная в 1953 году Моше Франкенталем и кооперативом «Тене», который занимался производством сельскохозяйственной продукции. В конце 1960-х годов компания столкнулась с трудностями и была продана по символической цене Игалю Горовицу. В 1981 году Горовиц продал компанию концерну «Тнува».
В 1939 году Моше Франкенталь организовал в Кфар-Шмарьягу молочную компанию «Нога» («Венера»), первую компанию по производству стерилизованного молока с помощью машин, специально экспортированных для этой цели. В свою очередь, "Тене " была крупным кооперативом, организованным компанией по сбыту сельскохозяйственной продукции «Раско Мошавим», дочерью компании «Раско». Организатором «Таны» был один из основателей поселения Эвен-Йехуда Иегуда Бахар.
В декабре 1953 года началось производство стерилизованного молока. Кроме того, предприятие также производило пастеризованное молоко, шоколадное молоко и твёрдые сыры. Молочный завод получил много производственного оборудование от международной организации ЮНИСЕФ . Позже Франкенталь продал свою долю компании «Тене Нога» компании «Раско».
В 1957 году молочный завод производил около полумиллиона литров в год (что составляло около 700 000 бутылок молока в месяц). В 1958 году «Тене Нога» приобрела «Объединённые молочные заводы» в Рамат-Гане, где работало 60 — 70 человек. В конце 1963 года на молочном заводе работало около 100 человек. В октябре 1967 года было решено объединить оба завода и перенести производство в Рамат-Ган. Компания Раско получила «Тене Нога» во владение, поскольку прежние инвесторы отказались покрывать долги компании. Молочный завод не приносил ожидаемой прибыли, и в начале 1970-х годов его купил Игаль Горовиц за символическую цену в один фунт.
В конце 1972 года после покупки фабрики по производству мороженого «Аднир» в промышленной зоне Беэр-Тувия, основанной в 1964 году, «Тене Нога» пришла на рынок производства мороженого. В мае 1981 года было решено перевести молочный завод из Рамат-Гана в Кирьят-Малахи, где была более дешёвая рабочая сила. В сентябре 1981 года «Тене Нога» была продана кооперативу «Тнува». Часть производственного оборудования была продана молочному заводу «Гад».
В 1980-х годах «Тене Нога» производила мягкие сыры, молоко и шоколад, молочные продукты и мороженое. Продукция под этим брендом продавалась до конца 1980-х годов. Завод в Кирьят Малахи производил мороженое и молочные продукты.
После приобретения предприятия «Тнува» разделила две фабрики. Завод по производству мороженого стал самостоятельной компанией «Мороженое Тене Нога», а производство молочных продуктов было переведено в «Тнуву».
В 1996 году было создано совместное предприятие «Тнувы» и «Осема» «Мороженое Нестле», потому что отдельные заводы по производству мороженого не приносили намеченной прибыли. «Осем» и «Нестле» приобрели 50 % заводов по производству мороженого в Петах-Тикве и компанию «Мороженое Тене Нога». В 1999 году в Кирьят-Малахи был открыт новый завод, который объединил производство двух старых заводов. В 2003 году концерн «Осем» купил долю компании «Тнува» в «Тене Нога» и теперь эта компания принадлежит ему полностью.